# Васко Караджа
Васко Караджа (мак. Васко Караџа; нар. 21 травня 1923, Д'мбені, Костурська область — пом. 9 лютого 2005, Скоп'є) — македонський письменник і перекладач з македонської на грецьку і навпаки.

## Біографія
Народився в селі Д'мбені Костурського району Егейської Македонії. Васко Караджа в 1946 році вступив до демократичної армії, а в 1949 році політичним емігрантом виїхав до тодішньої Югославії, а потім, після особистих перипетій через країни Східної Європи – до СРСР, згодом в 1963 році переїхав до Скоп'є, тодішньої Соціалістичної Республіки Македонії.
Васко Караджа був важливим письменником і шанованим перекладачем творів з грецької на македонську та навпаки. Серед інших його праць він є автором «Сучасного греко-македонського словника», який опублікований 2 червня 2009 року в Салоніках і містить близько 15 000 слів. Творець незадовго до смерті передав цю духовну спадщину політичній партії «Виножито» (укр. «Веселка») для друку в Греції, тобто в Салоніках.

## Творчість
Свої перші пісні написав у 1943 році. 1960 року в Ташкенті вийшла його перша збірка поезій «Вірші» та перший грецький переклад Рацина «Білі зорі». 1984 року в Афінах видав власний переклад поетичної збірки «Аромат вічності» грецькою мовою, а в 1986 р. у Скоп'є збірку «Егейські мотиви» і 1993 р. збірку «З Д'мбені в серці» («With D'mbeni at heart»), як двомовне видання македонською та англійською мовами. 1988 року виходить збірка «Елегії для Батьківщини». Переклав понад тридцять творів поезії та прози з македонської на грецьку, сім книг з грецької на македонську та ще сім збірок поезії з сербської на грецьку. 1990 року на анонімному міжнародному конкурсі в Італії його пісня «Один травневий ранок» отримала головну премію. За перекладацьку роботу Васко Караджа є лауреатом двох золотих пір'їн і премії «Глігор Прлічев», яку присуджує Асоціація літературних перекладачів Македонії.